# شمال غرينيتش (محطة مترو أنفاق لندن)
شمال غرينيتش (بالإنجليزية: North Greenwich)‏ هي إحدى محطات مترو أنفاق لندن. تقع على خط جوبيلي افتتحت في المنطقة (Zone) رقم 2 و3 افتتحت في 14 مايو 1999.